# Euxoamorpha eschata
Euxoamorpha eschata är en fjärilsart som beskrevs av John G. Franclemont 1950. Euxoamorpha eschata ingår i släktet Euxoamorpha och familjen nattflyn. Inga underarter finns listade i Catalogue of Life.